# George Kerevan
George Kerevan (Glasgow, 28 de setembre de 1949) és un periodista, economista i polític escocès. Fou diputat del Parlament del Regne Unit per la circumscripció d'East Lothian des de maig de 2015 fins a juny de 2017, i fou membre de la comissió del Tresor de la Cambra dels Comuns.

## Obres
- Kerevan, George. The case for Scottish coal, 1985.
- Kerevan, George. The case for retaining an European coal industry: a critical response to the EEC Coal Directorate's close-and-import plan as laid out in COM (85)251 and COM (85)525, 1986.
- Kerevan, George. The case for retaining Seafield: a special report on Seafield Colliery and the reasons why Seafield coal is vital to Scotland's energy future, 1987.
- Kerevan, George. Scottish coalfields study 1988.  Scottish Coal Project, 1988.
- Kerevan, George; Scottish Coal Project. A plan for Scotland's energy future.  Scottish Coal Project, 1988.